# Morane-Saulnier MS.225
Il Morane-Saulnier MS.225 fu un aereo da caccia, monomotore e monoplano ad ala alta sviluppato dall'azienda aeronautica francese Morane-Saulnier nei primi anni trenta.
Monomotore piccolo e robusto, era dotato di eccezionali caratteristiche acrobatiche che gli valsero, nel 1934, il secondo posto al campionato del mondo di acrobazie, pilotato da Michel Détroyat.

## Storia del progetto
Presentato come prototipo statico al Salone dell'Aeronautica di Parigi del 1932, effettuò i primi voli di prova a partire dai primi mesi del 1933.
Il buon esito delle prove valutative, portò l'Armée de l'Air ad acquisire un totale di 55 esemplari, tutti consegnati entro il novembre dello stesso anno.
Come molti aerei contemporanei, fu una macchina di transizione: incorporava caratteristiche più moderne rispetto ai velivoli (spesso biplani) precedenti, ma al tempo stesso le migliorie tecniche avrebbero consentito di ottenere aerei dalle prestazioni migliori in tempi relativamente brevi.

## Tecnica
Di struttura completamente metallica, il MS.225 era un monoplano con ala alta a parasole a freccia, dotato di carrello anteriore con ampia carreggiata e gambe indipendenti (in coda era munito del classico pattino).
La struttura della fusoliera era tondeggiante, disegnata intorno al radiale a 9 cilindri Gnome-Rhône 9Kbrs che erogava una potenza di 500 CV.
L'armamento era costituito da due mitragliatrici Vickers da 7,7 mm, fisse e munite di sincronizzatore, che sparavano attraverso il disco dell'elica.

## Impiego operativo
Impiegato dall'Armée de l'air in quattro squadriglie (due di base a Digione e due a Reims) a partire dal 1933, dove prestarono servizio fino al 1937.
Nel 1934 l'MS.225 entrò a far parte anche dei reparti dell'Aviation navale che destinò i 16 velivoli ricevuti alla base di Marignane dove vennero mantenuti fino al 1938.
Sempre nel 1934 cinque macchine vennero prese in carico dalla pattuglia acrobatica francese, basata all'epoca presso la Scuola di addestramento di Étampes (da cui prendeva anche il nome), dove rimasero in servizio fino al 1938 e con la quale compirono l'ultimo atto ufficiale della loro storia ad Evere, in Belgio.
Tre velivoli furono venduti alla Repubblica Cinese ed uno divenne l'aereo personale del pilota acrobatico francese Michel Detroyat.
Allo scoppio della seconda guerra mondiale risultavano ancora 21 velivoli in condizione di volare, ma vennero tutti demoliti entro il 1940 e non si hanno notizie di impiego operativo.

## Versioni
- MS.226: variante imbarcata, risalente al 1933, dotata di gancio d'arresto sotto la fusoliera;
  - 226bis: dotata di ali ripiegabili; del 1934;
- MS.227: prodotto nel 1933, venne impiegato per le prove operative del motore Hispano-Suiza 12Xcrs (da 690 CV (507 kW), con elica quadripala);
- MS.275: risalente al 1934, differiva dalla versione principale per alcune modifiche riguardanti le ali e gli impennaggi e venne motorizzata con la versione "rse" dello Gnome-Rhône 9K da 690 CV (507 kW) che produceva l'incremento della velocità a 348 km/h, ma non ebbe seguito produttivo;
- MS.278: variante prodotta tramite la conversione del secondo modello di serie, sul quale venne installato un motore a ciclo Diesel Clerget 14Fos da 520 hp, con alimentazione a gasolio; anche questa versione non diede seguito a produzione in serie.

## Utilizzatori
Cina
- Chung-Hua Min-Kuo K'ung-Chün

 Francia
- Armée de l'air
  - Patrouille de France
- Aéronautique navale